# Протостегиды
Протостегиды (лат. Protostegidae) — семейство вымерших морских черепах из надсемейства Chelonioidea, живших в меловом периоде. Близки к современным кожистым черепахам. В семейство включают некоторых крупнейших из когда-либо существовавших черепах. Самая большая из них, архелон, был 4,6 м длиной и весом 2,2 т. Как и большинство морских черепах, они имели плоские тела и ласты на передних конечностях.

## Эволюционная история
Древнейшим известным представителем семейства до недавнего времени была Santanachelys gaffneyi, известная по нижнемеловому образцу, найденному в Бразилии в 1998 году. Представители рода Santanachelys обладали примитивными чертами, например их конечности не до конца преобразовались в ласты. У более поздних представителей семейства появляются полноценные ласты. Но в 2015 году был описан найденный в Колумбии новый вид Desmatochelys padillai, живший на 25 миллионов лет раньше, чем Santanachelys gaffneyi. Как и большинство крупных мезозойских животных, протостегиды вымерли во время мелового-палеогенового вымирания, которое привело к вымиранию динозавров.

## Палеоэкология
Хотя семейство полностью вымерло, палеоэкологические исследования дали некоторое представление об экологической роли протостегид. Анализ окаменелых органов некоторых экземпляров выявил окаменелых моллюсков в их желудках. На черепах, в свою очередь, охотились крупные хищники того времени. На двух образцах представителей рода Protostega были обнаружены следы зубов крупных акул (вымершая акула Cretoxyrhina mantelli).

## Классификация
По данным сайта Paleobiology Database, на август 2019 года в семейство включают 16 вымерших родов:
- Archelon Wieland, 1896
- Atlantochelys Agassiz, 1849
- Bouliachelys Kear & Lee, 2006
- Calcarichelys Zangerl, 1953
- Chelosphargis Zangerl, 1953
- Cratochelone Longman, 1915
- Desmatochelys Williston, 1894
- Neptunochelys Wieland, 1900
- Notochelone Lydekker, 1889
- Pneumatoarthrus Cope, 1870
- Protostega Cope, 1871typus
- Microstega Hooks, 1998
- Rhinochelys Seeley, 1869
- Santanachelys Hirayama, 1998[3]
- Teguliscapha Nessov
- Terlinguachelys Lehman & Tomlinson, 2004